# Lithurgus spiniferus
Lithurgus spiniferus är en biart som beskrevs av Cameron 1905. Lithurgus spiniferus ingår i släktet Lithurgus och familjen buksamlarbin. Inga underarter finns listade i Catalogue of Life.